# Шушинское
Шушинское(фин. Sylijärvi) — озеро на территории Севастьяновского сельского поселения Приозерского района Ленинградской области.

## Общие сведения
Площадь озера — 0,8 км². Располагается на высоте 13,0 метров над уровнем моря.
Форма озера лопастная, продолговатая: вытянуто с северо-запада на юго-восток. Берега изрезанные, возвышенные, местами скалистые.
Через озеро протекает безымянный водоток, вытекающий из озера Большого Заветного и впадающий в озеро Невское, из которого вытекает река Новинка, которая, в свою очередь, втекает в озеро Вуоксу.
С севера от озера проходит дорога местного значения.
Название озера переводится с финского языка как «озеро с сажень».
Код объекта в государственном водном реестре — 01040300211102000012684.